# Isak Olivecrona
Isak Olivecrona, tidigare Perman, född 14 juli 1681 i Stockholm, död 4 mars 1764, var en svensk hovrättsråd och riksdagsman.

## Biografi
Isak Olivecrona föddes 1681 i Stockholm. Han var son till rådmannen Tomas Perman och Margareta Nilsdotter Hällberg. Olivecrona blev 25 september 1696 student vid Uppsala universitet och disputerade 1706 över en latins avhandling om greveståndet i Sverige. Han blev 1707 extra ordinarie kanslist i Riksarkivet, 13 oktober 1707 auskultant i Svea hovrätt, 1711 vice häradshövding i Trögds, Åsunda, Lagunda, Hagunda och Ulleråkers domsaga och 1716 ordinarie häradshövding. Olivecrona blev 11 oktober 1718 vid domsagornas omläggning häradshövding i Trögds, Åsunda, Habo och Bro härader. Han adlades 25 juni 1719 till Olivecrona, jämte sin broder Hans Olivecrona och introducerades 1720 som nummer 1626 i Sveriges Riddarhus. Olivecrona blev 5 januari 1728 assessor i Svea hovrätt och 31 oktober 1738 hovrättsråd i Svea hovrätt. Han fick 9 juni 1755 landshövdings n. h. o. v.. Olivecrona avled 1764.
Olivecrona var riksdagsledamot för borgarståndet i Enköping vid riksdagen 1719.

### Familj
Olivecrona gifte sig 6 januari 1715 med Sara Christina Schwede (1697–1773), dotter till professorn Johan Schwede vid Uppsala universitet och Brita Albrektsdotter Behm. De fick tillsammans barnen Brita Margareta Perman (1716–1718), Sara Catharina Olivecrona (1718–1805) som var gift med landshövdingen Carl Fredrik Nordenstam, Eva Christina Olivecrona (1720–1776) som var gift med assessorn Daniel Gustaf Cedercrona och bergsrådet Per Adlerheim, Johan ALbrekts Olivecrona (1722–1723), Ulrika Eleonora Olivecrona (1726–1789) som var gift med löjtnanten Johan David Utter och majoren Johan von Schaeij och Isak Olivecrona (1729–1729).